# Daniel Keatings

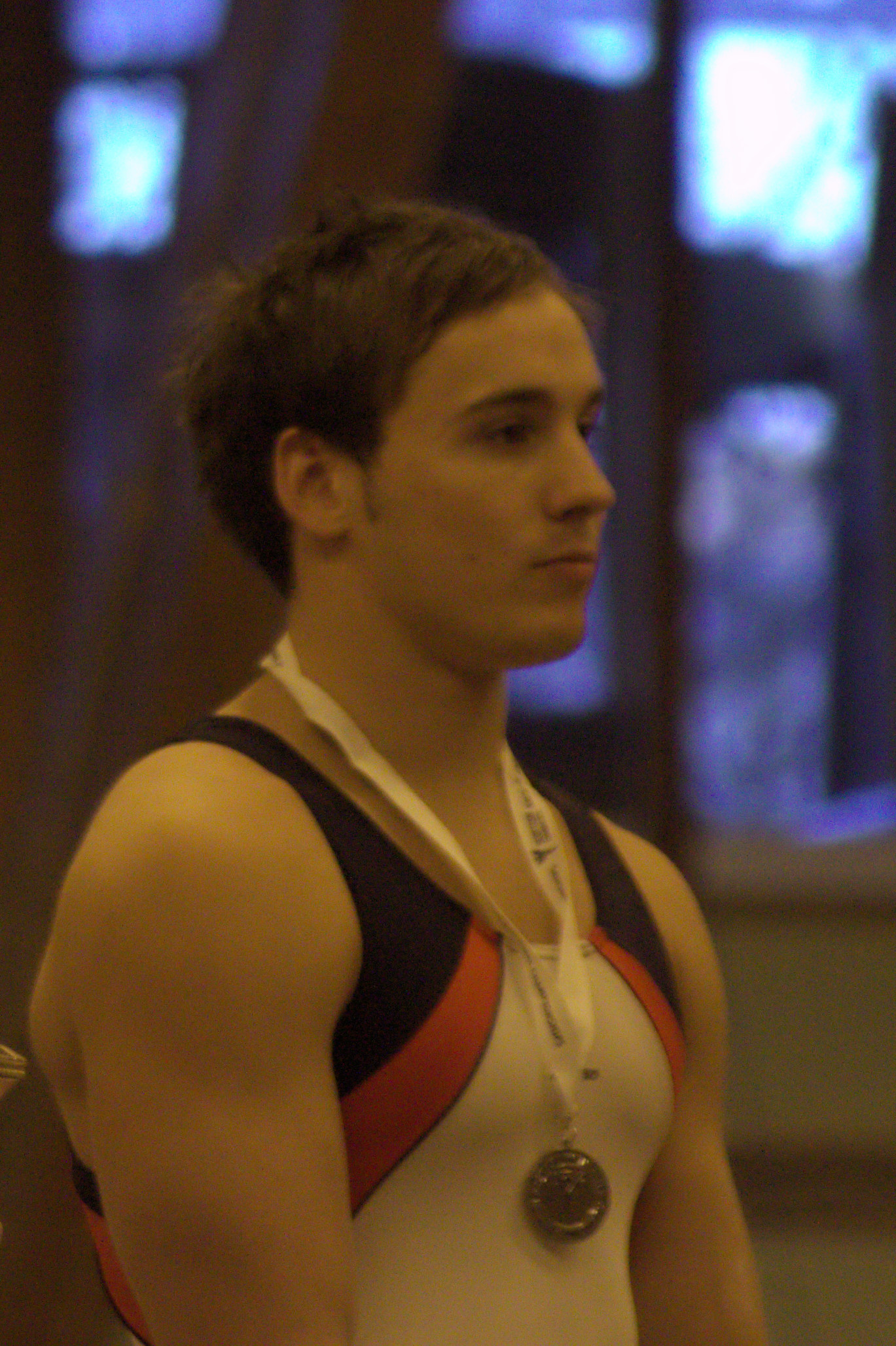
Daniel Keatings no Campeonato Escocês de Ginástica de 2011

Daniel Keatings (Kettering, 4 de janeiro de 1990) é um ginasta britânico, que compete em provas de ginástica artística.
Daniel foi um dos dois representantes de seu país nos Jogos Olímpicos de Pequim, em 2008, China.

## Carreira
Iniciando na ginástica, aos cinco anos de idade, aos onze já fazia parte da equipe nacional infantil. Em 2006, o ginasta fez sua estreia em eventos internacionais, disputando a etapa de Copa do Mundo de Glasgow, sendo quinto colocado no cavalo com alças. No ano posterior, na etapa disputada em Maribor, Daniel conquistou a medalha de prata no aparelho. Ainda em 2007, no Campeonato Europeu de Amsterdã, o ginasta foi medalhista de prata no cavalo com alças. Como último evento do ano, deu-se o Campeonato Mundial de Stuttgart. Nele, o ginasta foi 15º nos exercícios coletivos, e sétimo colocado na final do cavalo com alças.
Em 2008, na etapa de Doha, de Copa do Mundo, o ginasta foi medalhista de bronze em seu principal aparelho. No evento seguinte, na etapa de Moscou, Daniel conquistou a medalha de ouro no aparelho. Em outubro do mesmo ano, em sua primeira apariçãó olímpica, nos Jogos Olímpicos de Pequim, o ginasta classificou-se apenas para a final do concurso geral, terminando na 20ª colocação. Na disputa do cavalo, Daniel foi apenas 10º, sendo assim reserva do evento.
Abrindo o calendário competitivo de 2009, Daniel disputou o Campeonato Europeu de Milão, que só contou com provas individuais. No evento, Daniel foi a três finais: individual geral, cavalo com alças e barras paralelas. Na final geral, terminou com a prata, superado pelo alemão Fabian Hambuchen. No cavalo com alças, conquistou o bronze, e nas barras, terminou em sétimo. No evento seguinte, deu-se o Campeonato Mundial de Londres, sendo medalhista de prata na final geral individual, superado pelo japonês Kohei Uchimura. No Troféu dos Campeões, o ginasta conquistou a medalha de ouro no individual geral.

## Principais resultados
| Ano  | Evento                                    | AA               | Equipe           | Solo | Cavalo com alças  | Argolas | Salto sobre o cavalo | Barras paralelas | Barra fixa |
| ---- | ----------------------------------------- | ---------------- | ---------------- | ---- | ----------------- | ------- | -------------------- | ---------------- | ---------- |
| 2006 | Copa do Mundo - Glasgow                   |                  |                  |      | 5º                |         |                      |                  |            |
| 2007 | Copa do Mundo - Maribor                   |                  |                  |      | Medalha de prata  |         |                      |                  |            |
| 2007 | Campeonato Europeu                        | 13º              |                  |      | Medalha de prata  |         |                      |                  |            |
| 2007 | Campeonato Mundial de Ginástica Artística | 32º              | 15º              |      | 7º                |         |                      |                  |            |
| 2008 | Copa do Mundo - Doha                      |                  |                  |      | Medalha de bronze |         |                      |                  |            |
| 2008 | Copa do Mundo - Moscou                    |                  |                  |      | Medalha de ouro   |         |                      |                  |            |
| 2008 | Jogos Olímpicos                           | 20º              |                  |      | 10º               |         |                      |                  |            |
| 2009 | Campeonato Europeu                        | Medalha de prata |                  |      | Medalha de bronze |         |                      | 7º               |            |
| 2009 | Campeonato Mundial de Ginástica Artística | Medalha de prata |                  |      |                   |         |                      |                  |            |
| 2009 | Troféu dos Campeões                       | Medalha de ouro  |                  |      |                   |         |                      |                  |            |
| 2010 | Campeonato Europeu                        |                  | Medalha de prata |      | Medalha de ouro   |         |                      |                  |            |